# DHFR2
DHFR2 (англ. Dihydrofolate reductase 2) – білок, який кодується однойменним геном, розташованим у людей на 3-й хромосомі. Довжина поліпептидного ланцюга білка становить 187 амінокислот, а молекулярна маса — 21 620.
| 10         |  | 20         |  | 30         |  | 40         |  | 50         |
| ---------- |  | ---------- |  | ---------- |  | ---------- |  | ---------- |
| MFLLLNCIVA |  | VSQNMGIGKN |  | GDLPRPPLRN |  | EFRYFQRMTT |  | TSSVEGKQNL |
| VIMGRKTWFS |  | IPEKNRPLKD |  | RINLVLSREL |  | KEPPQGAHFL |  | ARSLDDALKL |
| TERPELANKV |  | DMIWIVGGSS |  | VYKEAMNHLG |  | HLKLFVTRIM |  | QDFESDTFFS |
| EIDLEKYKLL |  | PEYPGVLSDV |  | QEGKHIKYKF |  | EVCEKDD    |  |            |

A: Аланін

C: Цистеїн

D: Аспарагінова кислота

E: Глутамінова кислота

F: Фенілаланін

G: Гліцин

H: Гістидин

I: Ізолейцин

K: Лізин

L: Лейцин

M: Метіонін

N: Аспарагін

P: Пролін

Q: Глутамін

R: Аргінін

S: Серин

T: Треонін

V: Валін

W: Триптофан

Кодований геном білок за функцією належить до оксидоредуктаз. 
Задіяний у такому біологічному процесі, як одновуглецевий метаболізм. 
Білок має сайт для зв'язування з НАДФ. 
Локалізований у мембрані, мітохондрії, внутрішній мембрані мітохондрії.